# Иван Чупаров
Иван (Йован) Аврамов Чупаров е български свещеник и революционер, деец на Вътрешната македоно-одринска революционна организация.

## Биография
Иван Чупаров е роден през 1880 година в азотското село Папрадище, тогава в Османската империя. Става свещеник на Попрадище и се присъединява към ВМОРО, негов брат е Ангелко Чупаров, а Димитър Чуповски му е родственик. Участва дейно против сръбската пропаганда във Велешко и Азот, заради което сърбоманският войвода Глигор Соколович многократно заплашва Иван Чупаров и прави опити да го убие. През 1905 година Иван Чупаров е пленен, но впоследствие е освободен.
Отец Чупаров се присъединява към велешката чета на Стефан Димитров, заедно с Арсо Локвички и Нежиловския ръководител Гюро. При спора между Димитров и Иван Наумов Алябака Чупаров застава на страната на Стефан Димитров. След смъртта на Димитров подкрепя новия районен войвода Пеню Шиваров, но се сприятелява и с Алябака.
На 16 юни, денят в който България и Сърбия започват Междусъюзническата война, сръбските власти във Велес залавят Иван Чупаров. След дълги мъчения го насичат на парчета, които изхвърлят в река Вардар. Местни хора събират останките му и ги погребват.